# Colquhounia
Colquhounia là một chi thực vật có hoa trong họ Hoa môi (Lamiaceae).

## Hình ảnh

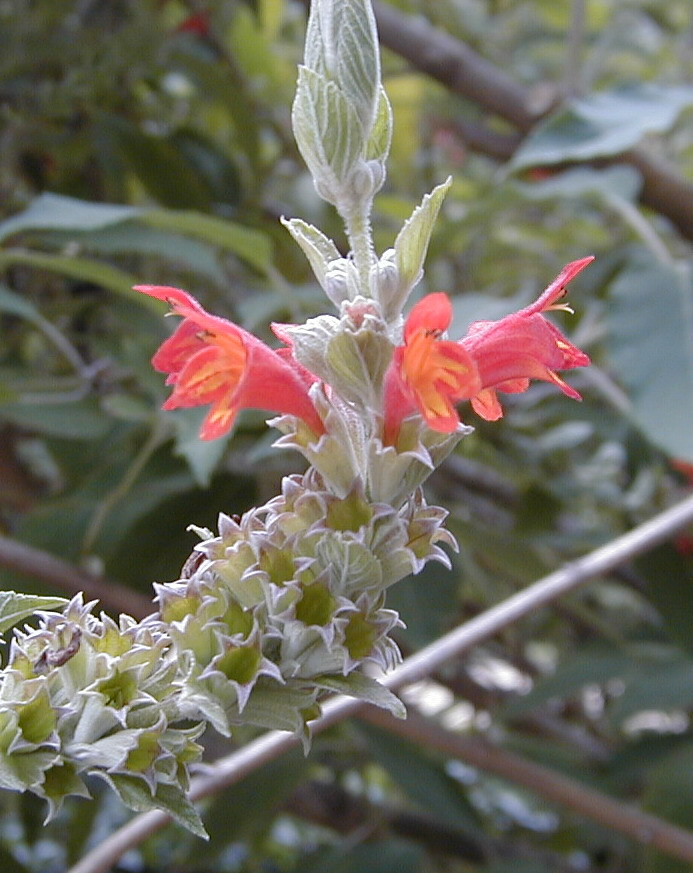

## Loài
Chi Colquhounia gồm các loài: